# ОРМ-1
ОРМ-1 — экспериментальный жидкостный ракетный двигатель. Первый, разработанный в СССР. Создан в ГДЛ В. П. Глушко в 1930—1931. В качестве топлива использовал толуол или бензин, в качестве окислителя — четырёхокись азота или жидкий кислород. При работе на бензине с жидким кислородом тяга достигала 200 Н. Охлаждался водой. Камера сгорания и сопло стальные c плакировкой медью. Форсунки струйные с фильтрами и обратными клапанами. Защита от коррозии сделана золочением. Общее число деталей — 93.

## Образцы
- В музее космонавтики и ракетной техники (Санкт-Петербург)